# Domino (film 2005)
(Domino Harvey / Keira Knightley)
Domino è un film del 2005, diretto da Tony Scott, con Keira Knightley e Mickey Rourke.
Il film è ispirato alla vera storia di Domino Harvey, figlia di una modella e dell'attore Laurence Harvey, che intraprende la carriera della cacciatrice di taglie, ed è dedicato alla sua memoria.

## Trama
Domino è una cacciatrice di taglie che vive in Inghilterra. Quando a soli quattro anni il padre muore, e così la madre inizia a cercare un nuovo marito, lasciando la bambina in collegio. Ispirata da un'intervista sulla serie TV Beverly Hills 90210, la madre decide di trasferirsi, con il nuovo marito e Domino a Beverly Hills negli Stati Uniti. Qui, Domino inizia ad appassionarsi alle armi come i nunchaku. Viene mandata in nuovo college e la madre la convince ad entrare in una confraternita femminile, ma per Domino cominciano le umiliazioni. Dopo una reazione violenta ad uno scherzo, Domino viene espulsa dal college e decide di tentare la carriera di modella, ma anche qui finisce con il picchiare una collega sulla passerella durante una sfilata.
Interrotta anche questa carriera, Domino capisce di voler vivere la vita a modo suo. Legge di un seminario per diventare cacciatore di taglie, e decide di andarci. Dopo una breve introduzione, alcuni cacciatori di taglie del seminario, Ed e Choco cercano di scappare ma Domino se ne accorge in tempo e li blocca; dice ai due che sta cercando un lavoro e mostra la sua abilità con le armi. Ed, dapprima poco convinto, decide di darle una possibilità.
Durante la sua prima missione rischia di combinare un disastro ma riesce comunque a trovare il suo uomo. I tre iniziano così a lavorare insieme, anche se Choco non sembra molto contento. Il tempo passa e i tre diventano inseparabili. Al trio si aggiunge anche Alf, un autista afgano. Intanto Domino diventa sempre più famosa e viene eletta "Cacciatrice di taglie dell'anno", nel contempo viene contattata dal produttore Mark Heiss che vuole lei e i suoi colleghi per un programma televisivo chiamato Bounty Squad: nel programma saranno affiancati da due attori di Beverly Hills 90210, Ian e Brian. Domino e gli altri accettano.

## Produzione
Tra i tanti attori, appaiono nel ruolo di se stessi Ian Ziering e Brian Austin Green, mentre si possono vedere archivi fotografici di Shannen Doherty, Gabrielle Carteris, Jason Priestley e Jennie Garth.

## Scene cancellate
- Domino e la tata. Una scena in cui la madre di Domino esce per un appuntamento e la lascia con la tata
- Ufficio dello Psicologo. Una scena in cui allo psicologo della scuola Domino spiega perché odia quella vita
- Cattura delle First Lady. Una scena in più in cui vengono arrestate le presunte first lady
- Ian rimprovera Howie Stein. Una scena in più in cui Howie prende in giro Ian e Brian e Ian loro gli danno addosso
- Taglio netto alla violenza. Una scena in cui Mark Heiss dice alla squadra di non essere così violenti (prima di entrare nella confraternita per prendere i figli di Cigliutti)
- Esplosione. Una scena in cui Mark Heiss dice che Domino non lavorerà più (dopo che Alf ha fatto saltare il furgone)
- Amore nel deserto. Una versione diversa nella scena erotica tra Choco e Domino
- Mescalina allo Stardust. Una scena in cui all'albergo Stardust i personaggi ancora fatti di mescalina aspettano Lateesha